# Thaleria
Thaleria Tanasevič, 1984 è un genere di ragni appartenente alla famiglia Linyphiidae.

## Distribuzione
Le sei specie oggi attribuite a questo genere sono state reperite nella Russia orientale; la T. leechi è stata rinvenuta anche in Alaska.

## Tassonomia
Dal 1996 non sono stati esaminati esemplari di questo genere.
A giugno 2012, si compone di sei specie:
- Thaleria alnetorum Eskov & Marusik, 1992 — Russia
- Thaleria evenkiensis Eskov & Marusik, 1992 — Russia
- Thaleria leechi Eskov & Marusik, 1992 — Russia, Alaska
- Thaleria orientalis Tanasevič, 1984[3] — Russia
- Thaleria sajanensis Eskov & Marusik, 1992 — Russia
- Thaleria sukatchevae Eskov & Marusik, 1992 — Russia